# أزمة الرهن العقاري

أحد رسومات الشارع معلقا على ازمة الرهن العقاري ؛ نيويورك

أزمة الرهن العقاري هي أزمة مالية خطيرة ظهرت على السطح فجأة عام 2007 والتي فجرها في البداية تهافت البنوك على منح قروض عالية المخاطر، وبدأت الأزمة تكبر ككرة الثلج لتهدد قطاع العقارات في الولايات المتحدة ثم البنوك والأسواق المالية العالمية لتشكل تهديدا للاقتصاد المالي العالمي.

## حدوث الأزمة
بدأت الفقاعة في عام 2004 عندما بدأت بنوك وول ستريت التجارية إقراض ذوي الدخل المحدود مبالغ باهظة من أجل شراء منازل ومن ثم كانت البنوك الاستثمارية تقوم باقتراض مليارات الدولارات وتقوم بشراء العديد من هذه القروض العقارية من بنوك أخرى ثم تقوم بتوريق هذه القروض (أي جعلها اوراق مالية قابلة للتدوال داخل البورصة) فقامت بنوك الاستثمار بعد ذلك بتجميع هذه الاوراق المالية المدعومة برهونات العقارية في ما يسمي بـ CDO وهي عبارة عن تجميع هذه الاوراق المالية وبيعها لبنوك استثمارية أخرى وصناديق استثمار وتحوط ومستثمرين من جميع انحاء العالم وهي تباع اصلا على شكل شرائح متفاوتة المخاطر وبطبيعة الحال تكون البنوك الاستثمارية قد باعت هذه الاوراق المالية بأسعار اعلى بكثير من سعر الشراء ثم تقوم بسداد الديون وعمل ربح عالي جدا ثم يقوم المشترون بتأمين هذه الاوراق عن طريق ما يسمي ـ CDS وهي بوالص تأمين على هذه الاوراق في حال حصول تعثر أو عسر مالي وهكذا دخلت شركات التأمين في هذه الفقاعة أيضا لكن عندما بدأ ذوي الدخل المحدود الإعسار قامت البنوك بأخذ المنازل لبيعها وهو ما خلق عرض للمنازل أعلى من الطلب فهوت اسعار المنازل وفي بداية عام 2008 بدى واضحاً أن شيئاً ما سيصيب وول ستريت وفي مارس كان بنك الاستثمار بير ستيرنز على شفى الهاوية فقام البنك العملاق جي بي مورغان بشراء المصرف المنكوب بـ دولارين للسهم رغم أن سعر السهم كان ثلاثين دولاراً في البورصة وفي صيف عام 2008 كان كل الناس ينظرون لليمان براذرز على أنه سيأتي تالياً وبالفعل أعلن ليمان افلاسه في سبتمبر 2008 وهو ما جعل الحكومة الأمريكية تتدخل لإنقاذ كبار المصارف وشركات المال الأمريكية مثل سيتي غروب وبنك اوف أمريكا ووويلز فارجو مورغان ستانلي جولدمان ساكس جي بي مورغان (رغم عدم حاجته للمساعدة) شركتي الإقراض العقاري فاني وفريدي ماك وشركة التأمين أي أي جي

## مراحل الأزمة
فيما يلي المراحل الكبرى التي مرت بها الأزمة المالية التي اندلعت في بداية 2007 في الولايات المتحدة وبدأت تضرب أوروبا.
- فبراير 2007: عدم تسديد تسليفات الرهن العقاري (الممنوحة لمدينين لا يتمتعون بقدرة كافية على التسديد) يتكثف في الولايات المتحدة ويسبب أولى عمليات الإفلاس في مؤسسات مصرفية متخصصة.
- أغسطس 2007: البورصات تتدهور أمام مخاطر اتساع الأزمة والمصارف المركزية تتدخل لدعم سوق السيولة.
- أكتوبر - ديسمبر 2007: عدة مصارف كبرى تعلن انخفاض كبير في أسعار أسهمها بسبب أزمة الرهن العقاري.
- 22 يناير 2008: الاحتياطي الفدرالي الأمريكي (البنك المركزي) يخفض معدل فائدته الرئيسية ثلاثة أرباع النقطة إلي 3,50% وهو إجراء ذو حجم استثنائي، ثم تخفيضه تدريجياً إلي 2% بين يناير وأبريل.2008
- 17 فبراير 2008: الحكومة البريطانية تؤمم بنك نورذرن روك.
- 11 مارس 2008: تضافر جهود المصارف المركزية مجدداً لمعالجة سوق التسليفات.
- 16 مارس 2008: جي بي مورجان تشيز يعلن شراء بنك الأعمال الأمريكي بير ستيرنز بسعر متدن ومع المساعدة المالية للاحتياطي الفدرالي.
- 24 إبريل 2008: قام مصرف يو بي إس السويسري بنشر نتائج التحقيقات الداخلية حول الأسباب الحقيقية وراء خسارته الفادحة جراء أزمة الرهن العقاري الأميركية، والتي أدت إلى شطب 40 مليار دولار من أصوله، في أكبر خسارة يتعرض لها أول مصرف سويسري، والمصنف الثالث أوروبياً، والأول عالمياً في مجال إدارة الثروات الخاصة.
- 30 مايو 2008: قال مسؤول بوزارة الخزانة الأميركية إن أزمة الرهن العقاري بدأت تخف بعد الجهود التي قام بها الاحتياطي الاتحادي والبنوك المركزية الأخرى لضخ الأموال في المؤسسات المالية. وقال كلي لوري مساعد وزير الخزانة للشؤون الدولية إن الاحتياطي الاتحادي والبنوك الأخرى تنسق جهودها لحماية النظام المالي من الاضطراب بعدما ظهرت أزمة قروض الرهن العقاري سنة 2007م، كما أشار لوري إلى أن المؤسسات المالية أبلغت عن خسائر زادت عن 300 مليار دولار بسبب الأزمة المالية، لكن تم تخفيف هذه المشكلة بتوفير 20 مليار دولار من البنوك المركزية؛ مما ساعد البنوك في توفير القروض.
- 7 سبتمبر 2008: وزارة الخزانة الأمريكية تضع المجموعتين العملاقتين في مجال تسليفات الرهن العقاري فريدي ماك وفاني ماي تحت الوصاية طيلة الفترة التي تحتاجانها لإعادة هيكلة ماليتهما، مع كفالة ديونهما حتى حدود 200 مليار دولار.
- 15 سبتمبر 2008: اعتراف بنك الأعمال ليمان براذرز بإفلاسه، بينما يعلن أحد ابرز المصارف الأمريكية، بنك اوف أميركا، شراء بنك آخر للأعمال في وول ستريت هو ميريل لينش، وعشرة مصارف دولية تتفق على إنشاء صندوق للسيولة برأسمال 70 مليار دولار لمواجهة أكثر حاجاتها إلحاحاً في حين توافق المصارف المركزية على فتح مجالات التسليف؛ إلا أن ذلك لا يمنع تراجع البورصات العالمية.
- 16 سبتمبر 2008: الاحتياطي الفدرالي والحكومة الأمريكية تؤممان أكبر مجموعة تأمين في العالم ايه آي جي المهددة بالإفلاس عبر منحها مساعدة بقيمة 85 مليار دولار مقابل امتلاك 79,9% من رأسمالها.
- 17 سبتمبر 2008: البورصات العالمية تواصل تدهورها والتسليف يضعف في النظام المالي، وتكثف المصارف المركزية العمليات الرامية إلي تقديم السيولة للمؤسسات المالية.
- 18 سبتمبر 2008: البنك البريطاني لويد تي إس بي يشتري منافسه إتش بي أو إس المهدد بالإفلاس. السلطات الأمريكية تعلن أنها تعد خطة بقيمة 700 مليار دولار لتخليص المصارف من أصولها غير القابلة للبيع.
- 19 سبتمبر 2008: الرئيس الأمريكي جورج بوش يوجه نداء إلى التحرك فوراً حيال خطة لإنقاذ المصارف لتفادي تفاقم الأزمة في الولايات المتحدة.
- 23 سبتمبر 2008 : الأزمة المالية تطغى على المناقشات خلال الجمعية العامة للأمم المتحدة في نيويورك. الأسواق المالية تضاعف قلقها أمام المماطلة حيال الخطة الأمريكية.
- 26 سبتمبر 2008: انهيار سعر سهم المجموعة المصرفية والتأمين البلجيكية الهولندية فورتيس في البورصة بسبب شكوك حول قدرتها على الوفاء بالتزاماتها، وفي الولايات المتحدة، يشتري بنك جي بي مورغان منافسه واشنطن ميوتشوال بمساعدة السلطات الفدرالية.
- 28 سبتمبر 2008: خطة الإنقاذ الأمريكية موضع اتفاق في الكونغرس. وفي أوروبا، يجري تعويم فورتيس من قبل سلطات بلجيكا وهولندا ولوكسمبورج، وفي بريطانيا، يجري تأميم بنك برادفورد وبينجلي.
- 2008: مجلس النواب الأمريكي يرفض خطة الإنقاذ. وبورصة وول ستريت تنهار. كما تراجعت البورصات الأوروبية بقوة هي الأخرى وفي وقت سابق خلال النهار؛ وفي اللحظة ذاتها واصلت معدلات الفوائد بين المصارف ارتفاعها مانعةً المصارف من إعادة تمويل ذاتها. وقبل رفض الخطة، أعلن بنك سيتي جروب الأمريكي انه يشتري منافسه واكوفيا بمساعدة السلطات الفدرالية. وفي البرازيل، تم تعليق جلسة التداول في البورصة التي سجلت خسارة تفوق 10%.

## بنك ليمان برادرز
كان بنك ليمان براذرز يُعد حتى وقت قريب رابع أكبر مصرف استثماري بالولايات المتحدة، أسسه ثلاثة مهاجرين ألمان كانوا يتاجرون بالقطن عام 1850م. ويعمل لدى البنك 25935 موظفا بشتى أنحاء العالم.
وكان ريتشارد فولد هو الذي شغل منصب الرئيس التنفيذي في بنك ليمان برادرز، حيث وصف بأنه رائد الخبراء الماليين في مجاله.
وتسبب إفلاس بنك ليمان برادرز بآثار سلبية كبيرة على الأسواق العالمية، فأدى إلى تراجع الأسواق الرئيسية بالعالم، ولم تكن الساحة العربية بمعزل عن ذلك حيث لحقها ضرر كبير مما أدى إلى انهيار عدد من أسواقها.
كما اعتبر المتخصصون الاقتصاديون إفلاس بنك ليمان أشهر حالة في وول ستريت منذ انهيار مؤسسة دركسل برنام لامبرت المتخصصة بالسندات عالية المخاطر عام 1990م.
واجه البنك صعوبات جمة جراء أزمة العقار التي عصفت بالولايات المتحدة منذ منتصف العام 2007م.
كما اضطر بنك ليمان برادرز لإسقاط أصول مالية بقيمة 5.6 مليارات دولار بالربع الثالث من العام 2007م، وأعلن عن خسارة بلغت 3.9 مليارات للربع الثاني من عام 2008م.
وتفاقمت الأزمة المالية في بنك ليمان حتى أشهر إفلاسه بتاريخ 15 أيلول، 2008م عقب فشل جهود بُذلت من طرف إدارة البنك لإنقاذه، وتقدم البنك بطلب إشهار الإفلاس إلى محكمة الإفلاس في منطقة جنوب نيويورك.
وخسر سهم بنك ليمان أكثر من 92% من قيمته بالمقارنة بأعلى مستوياته عند 67.73 دولاراً في شهر تشرين الثاني، 2007 م.

## تداعيات أزمة الرهن العقاري في الولايات المتحدة
- واجهت شركة التأمين الأميركية: أميركان إنترناشونال غروب (أيه آي جي)، والتي تعتبر من أكبر شركات التأمين في العالم، مخاطر جسيمة بعد الأزمة المالية التي ما زالت تعصف بالاقتصاد الأميركي إثر الإعلان عن إفلاس ليمان براذرز الاستثماري وفرض بيع بنك ميريل لينش المنافس، وذلك في أكبر صدمة للقطاع المالي منذ الكساد الكبير عام 1929م.

واستعان مجلس الاحتياطي الاتحادي (البنك المركزي الأميركي) ببنك مورغان ستانلي الاستثماري ليراجع الخيارات لشركة أيه آي جي للتأمين التي فقدت حوالي 90% من قيمتها منذ مطلع العام الجاري.
وبحث المجلس إمكانية ترتيب قروض تتراوح بين سبعين و75 مليار دولار لدعم شركة (أيه آي جي) بالإضافة إلى خيارات مالية أخرى، وتحول إلى غولدمان ساكس وجيبي مورغان المستشار المالي للشركة لبحث مجموعة من الخيارات مشيراً إلى أن التسهيل الائتماني الذي سيكون قرضاً مجمعاً من عدد من البنوك هو مجرد أحد الخيارات التي تم بحثها.
كما كشف الاحتياطي الاتحادي عن خطته لزيادة قروضه للبنوك والمؤسسات المالية، وتوسيع نطاق المؤسسات والشركات التي يمكنها الاستفادة من هذه التسهيلات.
وقال رئيس البنك الاتحادي بن برنانكي إنه يناقش مع مشاركين بالسوق نقاط الضعف والهشاشة بالسوق بعد انهيار مؤسسة مالية كبرى، والردود المناسبة من قبل القطاعين الرسمي والخاص على ذلك.
وجاءت هذه المواقف في ظل مخاوف متزايدة من حصول انهيار مالي عالمي نتيجة الأزمة الاقتصادية الأميركية.
وذكر مارك بادو المحلل الإستراتيجي في كانتور فيتزغيرالد آند كو في سان فرانسيسكو أن «القلق بالنسبة لبنك أوف أميركا يتمثل في الدين الذي يكتسبه» مضيفا أن هناك خشية من أن يكون البنك قد قضم قطعة أكبر من قدرته.
ومع سقوط المزيد من الضحايا الجدد والأكبر للأزمة المتزايدة، قال مجلس الاحتياطي الاتحادي للمرة الأولى إنه سيقبل أسهما مقابل قروض نقدية.
وكانت عشرة من أكبر بنوك العالم قد اتفقت على إنشاء صندوق طواريء بحجم سبعين مليار دولار، على أن يكون باستطاعة أي منهم الحصول على ما يصل ثلث هذا المبلغ.
وفي الأسواق المالية كان سهم بنك أوف أميركا الأكثر تراجعا أمس رغم أن البنك سيتجاوز منافسه سيتي غروب، ليصبح أكبر بنك في البلاد من حيث الأصول من خلال الاستحواذ المقرر على ميريل لينش.
وأغلق أمس مؤشر داو جونز الصناعي منخفضا بنسبة 4.4%، في حين تراجع مؤشر ستاندرد آند بورز بنسبة 4.7%. وانخفضت أسهم ليمان بنسبة 95% إلى 18 سنتا.
طالت تداعيات أزمة الرهن العقاري الأميركية مختلف القطاعات الاقتصادية في الولايات المتحدة وأوروبا وأدت إلى خسائر مالية لا يمكن حصرها وتكبدت البنوك خسائر ضخمة وأعلن إفلاس وانهيار بعضها.
وقالت إن الأزمة الائتمانية ترجع إلى توقف عدد كبير من المقترضين عن سداد الأقساط المالية المستحقة عليهم مما أدى إلى تكبد أكبر مؤسستين للرهن العقاري في أميركا وهما فاني ماي وفريدي ماك خسائر بالغة جعلت وزارة الخزانة الأميركية تضطر لإنقاذهما لأول مرة من نوعها مما كان له دور في إنقاذ الاقتصاد العالمي أيضا.
وأضافت أن المؤسستين الأخيرتين تتعاملان بمبلغ ستة تريليونات دولار وهو مبلغ يعادل ستة أمثال حجم اقتصاديات الدول العربية مجتمعة.
وأكدت أن الأزمة المالية الحالية لم يشهد مثلها العالم منذ قرن من الزمان وستكون لها تداعيات على عدة بنوك وستنهار مصارف أو تعلن إفلاسها.
وتطرقت خبيرة التمويل إلى عدم معرفة المحفظة الاستثمارية لمؤسسات مالية عديدة ولا يعرف مدى الخسائر فيها وستتأثر المؤسسات المالية بعامل الثقة بين المستثمرين مما يثير مخاوف من إحجام المستثمرين عن الاستثمار وتداعيات أخرى.
ورأت أنه لا يمكن الفصل بين أسواق المال سواء الأسهم أو سندات العقار أو العملات أو البنوك فكلها مرتبط بعضه ببعض.
واعتبرت أن من الصعب التكهن بما سيحدث خلال الأيام المقبلة وما سيتخذه مجلس الاحتياطي الاتحادي (البنك المركزي الأميركي) من خطوات لمواجهة الأزمة المالية الحالية.
وأكد الرئيس الأميركي جورج بوش سعي إدارته للحد من تأثير إفلاس بنك ليمان برذرز وما يرتبط به من تطورات على الأسواق المالية.
وأشهر مصرف «ليمان برذرز»، رابع أكبر بنك بالولايات المتحدة، إفلاسه في ساعة مبكرة الاثنين عقب فشل الجهود المبذولة لإنقاذه، وسيقدم البنك إشهار إفلاسه إلى محكمة الإفلاس لمنطقة جنوب نيويورك. وبرر البنك هذه الخطوة بالمحافظة على أكبر حد ممكن من قيمته وحماية أصوله.
وتكبد ليمان برذرز خسائر تقدر بمليارات الدولارات بسبب استثماراته في سوق الرهن العقاري.
ولجأت سلطات مراقبة المصارف الأميركية في يوليو/تموز الماضي إلى إغلاق بنك فيرست ناشيونال بنك أوف نيفادا بفروعه الخمسة والعشرين، وأغلقت أيضا بنك فيرست هيريتج بنك بفروعه الثلاثة.
وبيعت أصول البنكين المملوكين لشركة فيرست ناشيونال بنك القابضة إلى فروع بنك أوماها.
وبلغت قيمة أصول المصرفين 3.6 مليارات دولار بنهاية يونيو/حزيران منخفضة عما كانت عليه قبل ستة أشهر حيث كانت قيمتها 4.1 مليارات دولار.
وأعلن بنك وتشوفيا كورب رابع أكبر بنك في الولايات المتحدة تكبده خسائر ربع سنوية قياسية في الربع الثاني من هذا العام بقيمة 8.86 مليارات دولار،
أغلقت سلطات مراقبة المصارف الأميركية بنك فيرست ناشونال بنك أوف نيفادا بفروعه الخمسة والعشرين، وأغلقت أيضا بنك فيرست هيريتج بنك بفروعه الثلاثة.
وبيعت أصول البنكين المملوكين لشركة فيرست ناشيونال بنك القابضة إلى فروع بنك أوماها الذي سيعيد فتحهما الاثنين بعد إغلاق السلطات لهما يوم الجمعة.
وبلغت قيمة أصول المصرفين 3.6 مليارات دولار بنهاية يونيو/حزيران منخفضة عن ما كانت عليه قبل ستة أشهر حيث كانت قيمتها 4.1 مليارات دولار.
وهذان الإفلاسان الجديدان يرفعان عدد المصارف التي أعلنت إفلاسها في الولايات المتحدة منذ بداية العام إلى سبعة.
ففي الحادي عشر من يوليو/تموز الماضي أعلن مصرف إن دي ماك في كاليفورنيا إفلاسه في ثالث أكبر حدث من نوعه بالتاريخ الحديث للولايات المتحدة، علما أن أصول المصرف بلغت 32 مليار دولار.
ومن قبله أفلس بنك بير ستيرنز في مارس/آذار ليشتريه بنك جي بي مورغان في صفقة أشرف عليها البنك المركزي الأميركي.
ويأتي تتابع الإفلاسات المصرفية غربي الولايات المتحدة مع استفحال أزمة السوق العقارية وتعثر مؤسسات عدة.

## ردود الفعل العالمية على انهيار بنك ليمان
عقب إشهار بنك ليمان براذرز إفلاسه تفاقمت أزمة المال الأميركية ليصبح أكبر ضحية للأزمة الائتمانية العالمية.
وذكرت صحيفة وول ستريت جورنال أن بنك ليمان الذي كان مبعث الفخر سابقاً يتحرك لبيع 100% من وحدته لإدارة الاستثمار، ولديه قائمة من المشترين المحتملين وبينهم شركات للاستثمار الخاص مثل: بين كابيتال وهيلمان آند فريدمان وكليتون دوبليير آند رايس.
وإثر خطوة البنك هذه أعرب مسؤولون عالميون عن مواقف متباينة تشي بمدى تأثير الأزمة على الأسواق العالمية.
فقد أعرب الرئيس الأميركي جورج بوش أن إدارته تعمل من أجل الحد من تأثير إفلاس بنك «ليمان براذرز» وتداعياته على أسواق المال، مبديا تفاؤلا بشأن مرونة هذه الأسواق. محذرا في الوقت نفسه من تغيرات مؤلمة في الأسواق المالية ضمن المدى القصير وعبر عن ثقته في الأسواق على المدى الطويل.
في حين رفض وزير الخزانة الأميركي هنري بولسون أي مساعدات حكومية للبنك الذي عصفت به أزمة الائتمان بالقطاع المالي الأميركي.
واتفق رئيس مجلس الاحتياطي الاتحادي الأميركي المتقاعد ألان غرينسبان مع بولسون حيث أبدى عدم ترحيب بمطالب البعض لإنقاذ ليمان من الإفلاس عبر تدخل الدولة، معتبرا أن إفلاس مصرف كبير ليس مشكلة في حد ذاته «فالأمر مرهون بطريقة إدارة المسألة وكيف ستتم التصفية».
غير أنه استبعد حلا قريبا للأزمة المالية الراهنة التي اعتبرها الأخطر منذ مائة عام. وتنبأ بانهيار العديد من المؤسسات المالية الكبيرة بسبب القسوة الاستثنائية للأزمة المالية.
أوروبيا
وأوروبيا ووجهت الأزمة بحذر كبير فقال وزير المالية البريطاني أليستر دارلنغ تعليقا عليها إنه ينبغي على الحكومات والأجهزة الرقابية والبنوك المركزية، التعاون لمنح النظام المالي استقرارا وسط الاضطراب المستمر بالأسواق.
بينما طالب وزير المالية الألماني بير شتاينبروك عدم التهويل والمبالغة فيما يتعلق بالوضع في أسواق المال، مؤكدا في الوقت نفسه على أن الأمر يتعلق بأكبر أزمة مالية منذ عشرات السنين، غير أنه استدرك بالقول إن هذا لا يعني تطبيق نظرية الدومينو على المؤسسات المالية في أوروبا ولا يعني بالطبع إغلاق بنوك في أوروبا.

## آثار الأزمة المالية في الخليج العربي
وفي الخليج العربي قلّل مسؤولون عرب من آثار الأزمة على دُوَلهم، حيث قال محافظ مؤسسة النقد العربي السعودي (ساما) حمد بن سعود السياري إنه لا يرى في الوقت الحالي أي مخاطر على حركة المال في الخليج.
كما علق كل محافظ بنك الإمارات المركزي سلطان ناصر السويدي ومحافظ البنك المركزي العماني حمود بن سنجور الزدجالي بتصريحات مماثلة عند سؤالهما عما إذا لحقت المؤسسات المصرفية في بلديهما أية مخاطر.
وقال محافظ مصرف قطر المركزي عبد الله بن سعود آل ثاني إن البنوك في بلاده ليست لها أموال لدى بنك الاستثمار الأميركي المنهار ليمان أو بنك ميريل لينش في إشارة إلى عدم تأثر بلاده بالأزمة المالية الأخيرة.
وفي الكويت شكك رئيس اتحاد المصارف في أن تتأثر بنوك بلاده بالأزمة، مرجحاً أن ليس لها أية أموال مستثمرة في بنك ليمان براذرز.
في حين أن حقيقة الوضع لاحقا اظهرت خلاف ذلك، حيث لاسيما انتقلت الأزمة إلى دول الخليج العربي وبدأ تأثيرها واضحا وقويا اعتبارا من بدايات النصف الثاني من عام 2009، وظهر تأثيرها جليا على السوق العقاري وأسواق الائتمان لاحقا، وعدلت البنوك والمصارف العاملة بالخليج قراراتهابخصوص منح الائتمان لتكون أكثر تشددا وحرصا خوفا من امتداد الانهيارات المالية إليها

### أسواق البورصات الخليجية
شهدت الأسواق الخليجية تراجعاً حاداً في تداولات البورصات حيث عزا محللون ماليون هذا التراجع إلى إشهار إفلاس بنك ليمان برذرز رابع أكبر بنك استثمار في أميركا.
كما أنخفضت مؤشرات الأسهم في دول الخليج إلى أدنى مستوياتها منذ سنة ونصف، وذلك مع هروب المستثمرين من الأسواق خشية تأثرها بتداعيات الاضطرابات الأخيرة في قطاع المال الأميركي.
وأغلقت سوق البورصة السعودية منخفضة 6.5% مسجلة 7255.15 نقطة، حيث فقد مؤشر التداول 34.3% من قيمته منذ بداية العام 2008 م.
وأغلقت بورصة الكويت، وهي ثاني أكبر بورصة في العالم العربي، بتراجع 3.8% ليصل المؤشر إلى 12360.2 نقطة أي بخسارة 488 نقطة، وهي أكبر خسارة في يوم واحد في سنة 2008 م.

## آثار الأزمة المالية في باقي الدول العربية
أوضحت خبيرة التمويل والاستثمار ورئيسة الإدارة المركزية لسوق المال في بنك مصر إكستيريور الدكتورة عنايات النجار إن إعلان إفلاس مصرف (ليمان برذرز)، رابع أكبر بنك بالولايات المتحدة أثر على أداء جميع أسواق المال سلبيا.

## آثار الأزمة في أوروبا
قرر مصرف كوميرتس بنك ثاني أكبر البنوك الألمانية في بداية شهر أيلول الاستغناء عن تسعة آلاف وظيفة في إطار صفقة شراء منافسه دريسدنر بنك.
وبلغت قيمة الصفقة 14.5 مليار دولار وذلك فيما يوصف بأنه أكبر عملية إعادة هيكلة في القطاع المصرفي الألماني منذ أكثر من سبعة أعوام.
أعلن رويال بنك أوف أسكتلند (آر بي أس) ضمن إعلان خسائر البنوك البريطانية لشهر تموز، 2008 م خسائر بلغت 691 مليون جنيه إسترليني (1.35 مليار دولار) في النصف الأول من العام 2009 م.
هبطت أسواق الأسهم الأوروبية بعدما أكد رئيس الوزراء البريطاني غوردن براون قرار السلطات البريطانية تأميم مصرف برادفورد أند بينغلي، كما سلكت بلجيكا الخطوة نفسها مع مصرف فورتيس. المصرفان اللذان تأثرا كثيرا بآثار أزمة الرهن العقاري في الولايات المتحدة، خلقا حالة من التوتر والترقب في الأسواق المالية الأوروبية، ما دعا فرنسا إلى عقد مؤتمر دولي لمناقشة الأزمة الحالية.

### تقرير مصرف يو بي أس السويسري
أوضح تقرير مصرف يو بي إس السويسري في بيان أسباب إفلاس المصرف: أن سوء تقدير درجات المخاطرة في المعاملات المعقدة المرتبطة بالرهن العقاري كانت من أهم أسباب تلك الخسارة الفادحة، كما برر المصرف ذلك برغبة القائمين على قطاع الرهن العقاري في تحقيق أكبر قدر ممكن من الأرباح بقطاع الاستثمارات العقارية، طمعاً في الوصول إلى مرتبة متميزة على مستوى العالم.
كما اعترف التقرير بأنه رغم دراية مجموعة العمل المتخصصة في إدارة الاستثمارات العقارية بالمخاطر المحيطة بالسوق الأميركية، إلا أنها لم تطالب بتقييم تأثير تلك المخاطر على معاملاتها، كما لم تضع حداً أقصى لتعاملاتها في قطاع الرهن العقاري الأميركية.
اجد في نهاية المطاف ان الازمة المالية إذا لم تغير مسارها في الراسمالية من خلال رفع أسعار الفوائد انها مهددة بخسارة عارمة لاتشمل فقط القطاع العقاري بل جميع المجالات فعلي الدول الكبرى الاستفادة من خبرات بتوك عدم الفوائد.
وووفقاً للتقرير الصادر، فإن جذور المشكلة تعود إلى العام 2005م، حيث نصحت مجموعة من الخبراء من خارج المصرف بالتعامل مع سندات الرهن العقاري الأميركية، فانساق مصرف يو بي إس وراء تلك التوصية، واندفع بقوة في شراء وتأسيس حقائب استثمارية رفعت من مكانة البنك في الأسواق العالمية بعد بيعها للمستثمرين.
والذي فاقم من حجم الخسائر أن المصرف قام بالاستثمار بقوة في بعض صناديق الاحتياط حتى إغلاقها بخسارة كبيرة، ليكتشف خبراء مصرف يو بي إس أن تعاملاتها لم تكن تتمتع بالشفافية الكاملة، بل لم يقم الخبراء بأي دراسة حول نسبة المخاطر المحتملة فيها.
وقد تزامن نشر تلك النتائج مع إعلان المصرف التجاري الألماني عن عمل دراسة حول أكثر المصارف تضرراً من أزمة الرهن العقاري الأميركية، وقد وُجِدَ أن البنوك السويسرية خسرت في المتوسط 40% من أصولها المالية، لتحتل بذلك المرتبة الثانية بعد بعض المؤسسات المالية الأميركية، بينما اكتفت المؤسسات المالية الألمانية بتراجع نسبته 15% في أصولها، وكانت بريطانيا أقلها خسارة بنسبة 5%.

## اقرأ أيضا
- رهن عقاري
- الأزمة المالية العالمية
- نظام الظل المصرفي